# Universität von Gambia
Die Universität von Gambia (engl. University of The Gambia) (UTG) ist die einzige staatliche Universität des afrikanischen Staates Gambia.

## Der Campus
Der Campus der 1998 gegründeten Universität liegt in Serekunda-Kanifing, der größten Stadt Gambias. Die Universität nahm ihren Lehrbetrieb im März 1999 mit ungefähr 300 Studenten auf. 2017 umfasste der Lehrkörper 313 Personen und die Studierendenschaft 6000 Personen.
Die Regierung von Gambia hat vorgesehen, einen neuen Campus bei Faraba Banta entstehen zu lassen.

### Fakultäten
Die Universität ist in vier Fakultäten gegliedert:
- Faculty of Economics and Management Sciences
- Faculty of Humanities and Social Sciences
- Faculty of Information Technology and Communications offering
- Faculty of Medicine and Allied Health Sciences des Royal Victoria Teaching Hospital
- Faculty of Science and Agriculture

Folgende Abschlüsse können erworben werden:
- Bachelor in Education
- Bachelor of Law
- Bachelor of Medicine/Surgery
- Bachelor of Science in Agriculture
- Bachelor of Science in Biology
- Bachelor of Science in Chemistry
- Bachelor of Science in Communications & Media
- Bachelor of Science in Computer Science
- Bachelor of Science in Environment Science
- Bachelor of Science in Information Systems
- Bachelor of Science in Nursing and Midwifery
- Bachelor of Science in Physics
- Bachelor of Science in Public Health
- Bachelor of Science in Software Engineering
- Bachelor of Science in Telecommunications & Wireless Technologies
- Master of Arts in African History
- Master of Arts in French
- Master of Science in Public Health
- Master of Science in Climate Change and Education (WASCAL Master Research Program)[7]

### Vice-Chancellor

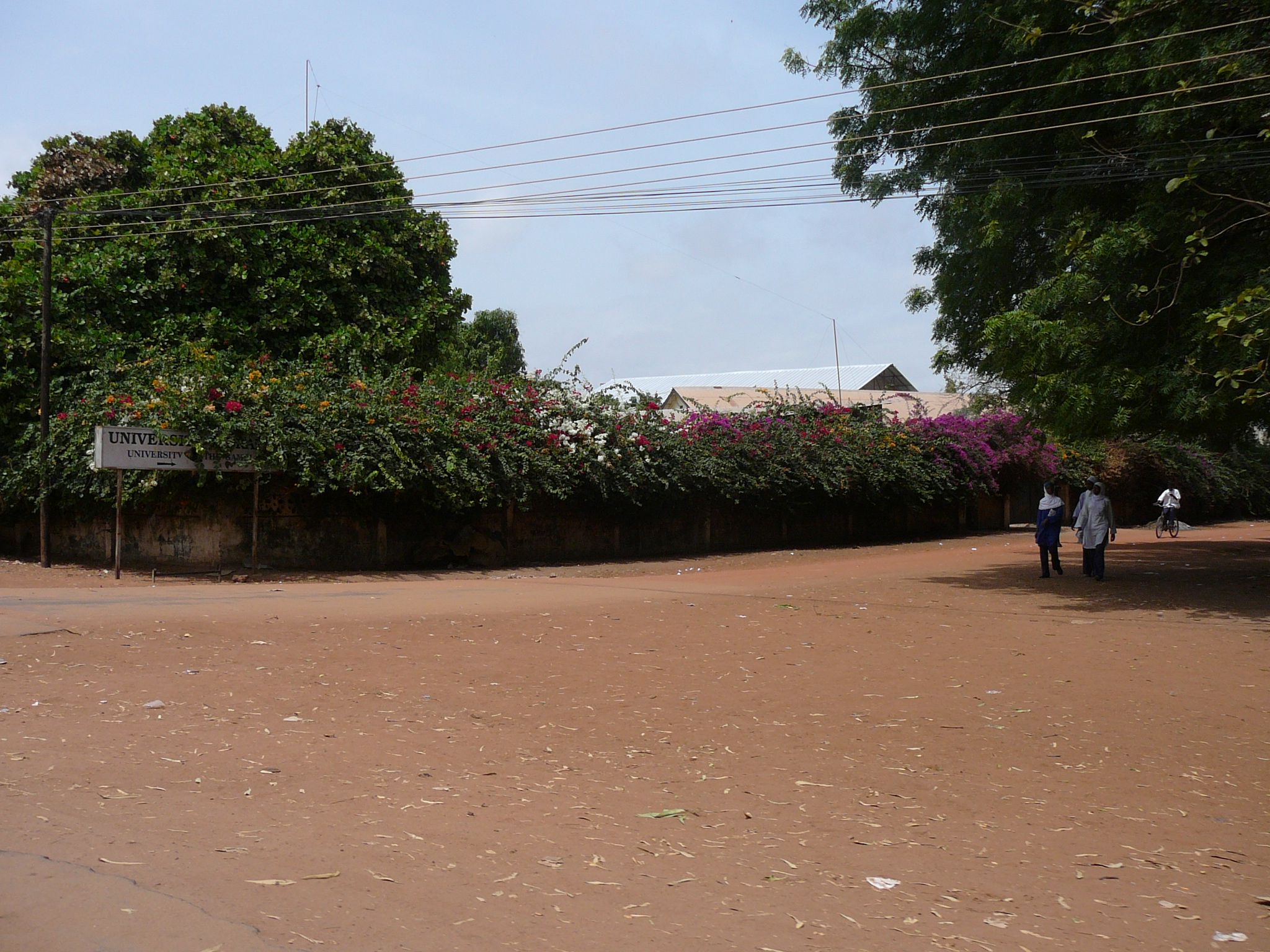
Richtungshinweis zur Universität auf der Kariaba Avenue, Richtung Latri Kunda

(Vice-Chancellor in Ländern des Commonwealth of Nations = Kanzler)
| 1999–2004 | Donald Effiong Uwemedimo Ekong, Professor (Nigeria) |
| 2004–2009 | Samuel Igwe, Professor (Nigeria)                    |
| 2009–2016 | Muhammadou M. O. Kah, Professor (Gambia)            |
| 2016–     | Faqir Muhammad Anjum, Prof. Dr. (Pakistan)          |

### Ehrendoktor der Universität
- 2018: Adama Barrow (* 1965), Präsident, Doctorate Degree in Human Rights[9]
- 2018: Dawda Jawara (1924–2019), ehem. Präsident, Doctorate Degree in Law and Human Rights Studies[9]